# The Man from Colorado
The Man from Colorado (bra No Velho Colorado) é um filme estadunidense do género Faroeste, produzido em 1948, dirigido por Henry Levin e protagonizado por Glenn Ford e William Holden. 

## Sinopse
Owen Devereaux (Glenn Ford) é um oficial da União que se torna viciado em matar durante a Guerra Civil Americana; Del Stewart (William Holden) é o seu melhor amigo; e Caroline (Ellen de Drew) é a mulher em quem ambos estão de olho. 

## Elenco
- Glenn Ford...Owen Devereaux
- William Holden...Del Stewart
- Ellen Drew...Caroline Emmett
- Ray Collins...'Big Ed' Carter
- Edgar Buchanan...Doc Merriam
- Jerome Courtland...Johnny Howard
- James Millican...Sargento Jericho Howard
- Jim Bannon...Nagel
- William Phillips...York